# Dipterocarpus fagineus
Dipterocarpus fagineus — вид тропических деревьев из рода Диптерокарпус семейства Диптерокарповые. Видовой эпитет этого дерева «fagineus» переводится с латинского «как бук, подобный буку». Это подчеркивает сходство ствола этого дерева со стволом буков.
Высота дерева до 45 метров, диаметр ствола до 1 метра. Кора серовато-коричневая. Плоды от округлых до эллипсовидных, до 1 см в длину. Листья эллиптические (около 15 см в длину и 7,5 см в ширину).
Dipterocarpus fagineus встречается на полуострове Малакка, островах Калимантан и Суматра. Произрастает в диптерокарповых лесах на высотах от 200 до 1000 метров над уровнем моря.
Охранный статус Dipterocarpus fagineus — CR — виды, находящиеся на грани полного исчезновения.